# Unforgiven: In Your House
Unforgiven: In Your House foi o 21º In Your House e evento inaugural pay-per-view (PPV) de luta profissional Unforgiven produzido pela World Wrestling Federation (WWF; WWE em 2002). Aconteceu em 26 de abril de 1998, no Greensboro Coliseum Complex em Greensboro, Carolina do Norte. Este foi o primeiro pay-per-view do WWF que usou o novo logotipo "scratch" para trabalho promocional, que apareceu pela primeira vez no avental do ringue na WrestleMania XIV. Este evento viu a primeira luta do Inferno e a primeira partida de vestido de noite do WWF.
Este foi um dos eventos In Your House que mais tarde se tornou o título de um pay-per-view anual, substituindo o método na época de fazer novos nomes para todos os eventos além dos "Cinco Grandes" (Royal Rumble, WrestleMania, King of the Ring, SummerSlam e Survivor Series). O Unforgiven voltou em setembro de 1999, tornando-se o PPV de setembro anual da promoção até seu evento final em 2008.

## Resultados
| No.                            | Resultados | Estipulação                                                                                 | Tempo |
| ------------------------------ | --- | ------------------------------------------------------------------------------------------- | ----- |
| 1                              | Faarooq, Ken Shamrock e Steve Blackman derrotou The Nation (The Rock, D'Lo Brown e Mark Henry) (com Kama Mustafa)                                  | Luta de trios                                                                               | 13:32 |
| 2                              | Triple H (c) derrotou Owen Hart | Luta individual pelo WWF European Championship com Chyna presa em uma jaula acima do ringue | 12:26 |
| 3                              | The New Midnight Express (Bodacious Bart e Bombastic Bob) (c) (com Jim Cornette) derrotou The Rock 'n' Roll Express (Ricky Morton e Robert Gibson) | Luta de duplas pelo NWA World Tag Team Championship                                         | 07:12 |
| 4                              | Luna Vachon (com The Artist Formerly Known As Goldust) derrotou Sable                                                                              | Luta Evening Gown                                                                           | 02:50 |
| 5                              | The New Age Outlaws (Billy Gunn e Road Dogg) (c) derrotou LOD 2000 (Animal e Hawk) (com Sunny)                                                     | Luta de duplas pelo WWF Tag Team Championship                                               | 12:13 |
| 6                              | The Undertaker derrotou Kane (com Paul Bearer) | Inferno match                                                                               | 16:00 |
| 7                              | Dude Love derrotou Stone Cold Steve Austin (c) por desqualificação                                                                                 | Luta individual pelo WWF Championship                                                       | 18:49 |
| (c) – Campeão(s) antes da luta | |                                                                                             |       |